# فیلم‌نامه کوتاه
فیلم‌نامه کوتاه به فیلمنامه‌ای گفته می‌شود که حداکثر حدود ۳۰ صفحه باشد. یا به طور کلی از فیلمنامه بلند که حداقل ۷۰ صفحه است کمتر باشد.